# Mitch Nichols
Mitch Nichols, avstralski nogometaš, * 1. maj 1989, Southport, Avstralija.
Za avstralsko reprezentanco je odigral 5 uradnih tekem.